# Aeblus
Aeblus, aussi appelé Aebalus, Ebalus ou Eble[réf. nécessaire], est un comte franc du début du IXe siècle, surtout connu par l'expédition qu'il mène en 824 en Espagne dans la région de Pampelune avec le Vascon Aznar Sanche en 824, sous le règne de l'empereur Louis le Pieux, expédition qui s'achève par leur défaite lors de la troisième bataille de Roncevaux. 

## Biographie
On sait peu de choses à son sujet en dehors de cette expédition malheureuse de 824 et de ses conséquences, sinon qu'il n'était pas vascon, contrairement à Aznar Sanche. 

### L'expédition de 824
L'expédition de 824 est destinée à rétablir l'autorité du duché de Vasconie (au nord des Pyrénées), vassal de l'Empire carolingien, sur la région de Pampelune (actuelle Navarre), considérée comme territoire vascon, qui est aussi convoitée par l'émirat de Cordoue. À cette époque, les Omeyyades de Cordoue contrôlent encore Saragosse, mais Barcelone a été reprise en 801 par Charlemagne, qui a pu créer la marche d'Espagne.
Après avoir pris Pampelune sans aucune opposition[réf. nécessaire], ils sont battus dans les Pyrénées sur le chemin du retour vers la Francie par une unité au service du noble vascon Eneko Arista. 

### Captivité et mort
Aeblus et Aznar Sanche sont faits prisonniers, mais le second, qui est apparenté à Eneko, est rapidement libéré, tandis qu'Aeblus est livré à l'émirat et transféré à Cordoue, où il meurt en captivité,,,,.
La même année 824, Eneko Arista, fort de sa victoire sur les Francs, devient le premier roi de Pampelune, acte fondateur du royaume de Navarre.